# Рёггельхен

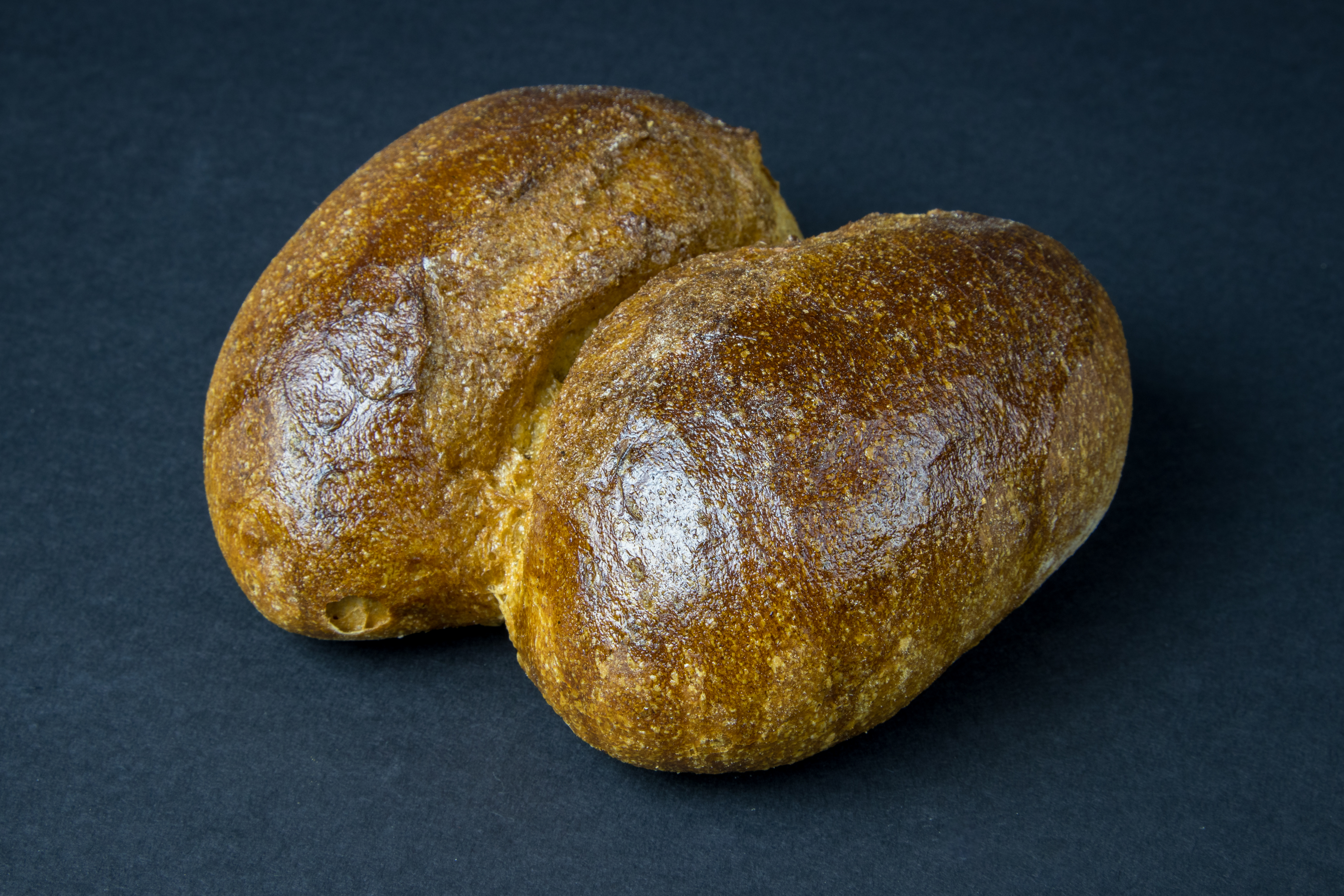
Рёггельхен

Рёггельхен (нем. Röggelchen, сокр. от нем. Roggebrötchen — букв. «ржаная булочка») — вид немецкой булочной мелочи в форме двойной сайки из двух тестовых заготовок. Рёггельхены — специалитет Рейнской области и Восточной Бельгии. Название булочки задокументировано в Кёльне в XV веке.
Рёггельхены выпекают из булочного теста с добавлением кислого теста. Доля ржаной муки должна составлять в рёггельхене не менее 50 %. Как правило, рёггельхены продают целиком, а не по частям. Рёггельхены часто присутствуют в закуске к альтбиру или кёльшу, прежде всего в типичном рейнском бутерброде «полпетуха» с сыром и приправами или «чёрной икре по-кёльнски» с флёнцем.